# Split Second (1992)
Split Second (bra: O Destruidor) é um filme britânico de 1992, gêneros ação, ficção científica e terror, dirigido por Tony Maylam com roteiro de Gary Scott Thompson.

## Sinopse
Em 2008, Londres está assolada por um desastre ambiental, e um policial (Hutger Hauer) persegue um mutante assassino pelas ruas.

## Elenco principal
- Rutger Hauer ... Harley Stone
- Kim Cattrall ...  Michelle
- Alastair Duncan ... Dick Durkin
- Michael J. Pollard ... The Rat Catcher
- Alun Armstrong ... Thrasher
- Pete Postlethwaite ... Paulsen
- Ian Dury ... Jay Jay
- Roberta Eaton ... Robin
- Tony Steedman ... O'Donnell
- Steven Hartley ... Foster
- Papillon Soo ... Garçonete